# Het schrijverke (lied)
Het schrijverke is een Vlaams liedje van Will Ferdy uit 1960 dat voor het eerst verscheen op de ep Liedjes uit Will Ferdy's One Man Show '60. Voor de tekst van het lied koos Will Ferdy voor het gelijknamige gedicht van Guido Gezelle uit 1858. Beide handelen over het dier met de wetenschappelijke naam Gyrinus natator.
De overige nummers op de ep waren De Duivel, Geld! Geld! Geld! en Appelhistorie.

## Meewerkende artiesten
- Frank Coene
- Tony Vess Ensemble
- Will Ferdy